# Grupo arilo

El grupo fenilo en el grupo arilo más sencillo, aquí representado unido a un grupo "R".

En química orgánica, el grupo arilo es cualquier grupo funcional o sustituyente derivado de un anillo aromático, generalmente un hidrocarburo aromático, como el fenilo y naftilo. "Arilo" se usa para abreviar o generalizar, y "Ar" se usa como marcador de posición para el grupo arilo en los diagramas de estructura química, de manera análoga a "R" que se usa para cualquier sustituyente orgánico. “Ar” no debe confundirse con el símbolo elemental del argón.
Un grupo arilo simple es el fenilo (con la fórmula química C6H5), un grupo derivado del benceno. Otros ejemplos de grupos arilo son:
- El grupo tolilo, CH3C6H4, que deriva del tolueno (metilbenceno)
- El grupo xililo, (CH3)2C6H3, que deriva del xileno (dimetilbenceno)
- El grupo naftilo, C10H8, que deriva del naftaleno

La arilación es el proceso en el que un grupo arilo se une a un sustituyente. Por lo general, se logra mediante reacciones de acoplamiento cruzado.

## Nomenclatura
El grupo arilo más sencillo es el fenilo, que está formado por un anillo de benceno con un átomo de hidrógeno sustituido por algún sustituyente y tiene la fórmula molecular C6H5−. Tenga en cuenta que un grupo fenilo no es lo mismo que un grupo bencilo, este último consiste en un grupo fenilo unido a un grupo metilo y una fórmula molecular de C6H5CH2−.
Para nombrar compuestos que contienen grupos fenilo, el grupo fenilo puede tomarse como el hidrocarburo principal y representarse con el sufijo "– benceno". Alternativamente, el grupo fenilo podría tratarse como el sustituyente, describiéndose dentro del nombre como "fenilo". Esto generalmente se hace cuando el grupo unido al grupo fenilo consta de seis o más átomos de carbono.